# Craig Beattie
Craig Beattie (Glasgow, 16 gennaio 1984) è un ex calciatore scozzese, di ruolo attaccante.

## Carriera

### Club

#### Rangers e Celtic
Nato a Glasgow, Beattie entra prima nelle giovanili del Rangers e poi in quelle della squadra rivale del Celtic. Nel 2003 viene aggregato alla prima squadra. Esordisce nei preliminari di Champions League contro il Kaunas.
Nel 2005 rinnova il suo contratto di tre anni.
Durante la sua esperienza al Celtic è vittima di numerosi infortuni, e gioca da titolare solo 23 volte vince comunque tre campionati scozzesi e tre Coppe di Scozia. Segna il suo ultimo gol in maglia biancoverde il 17 febbraio 2007 contro l'Aberdeen, in una partita vinta 2-1.
Nell'estate del 2007 viene escluso dal ritiro della squadra in Svizzera durante il precampionato: è chiaro che non rientra più nei piani della squadra e infatti passa al West Bromwich Albion per 1,25 milioni di £, firmando un contratto triennale.

#### West Bromwich Albion
Nella sua nuova squadra Beattie si mette subito in mostra: il 4 agosto segna una tripletta in un'amichevole contro gli olandesi dell'Heerenveen.
L'11 agosto fa il suo esordio ufficiale nella prima partita del campionato contro il Burnley, persa per 2-1. Tre giorni dopo segna il gol decisivo nella partita vinta per 1-0 in Football League Cup contro il Bournemouth.

#### Preston North End
Il 4 marzo 2008 viene ceduto in prestito al Preston North End fino al termine della stagione. Sceglie la maglia numero 10. L'allenatore Alan Irvine lo fa esordire contro il Leicester City. Beattie va vicinissimo al gol dopo soli 30 secondi dal suo esordio, quando un suo tiro viene deviato con un braccio da Paul Henderson. Dopo 38 minuti si ferma a causa di un infortunio muscolare e viene sostituito da Mellor. Torna al West Bromwich Albion per essere curato e sembra destinato a terminare in anticipo la stagione e invece riesce a guarire e a tornare al Preston North End per le ultime partite del campionato. Al termine del prestito le sue presenze sono solo due. Nel frattempo il West Bromwich Albion vince la Football League Championship 2007-2008.

#### Crystal Palace
Nel mese di settembre del 2008 viene ceduto in prestito per un mese al Crystal Palace, mentre il West Bromwich Albion gioca in Premier League.
Nella sua seconda partita segna il gol della vittoria nel derby contro il Charlton Athletic. Dopo aver segnato due gol in 7 partite, la durata del prestito viene estesa fino al 28 dicembre, tuttavia, a causa di un infortunio patito da Ishmael Miller e grazie alle buone prestazioni di Beattie, il West Bromwich Albion lo richiama il 10 dicembre. In totale con il Crystal Palace gioca 15 partite e segna 5 gol. Il 28 dicembre segna così il suo primo gol in Premier League contro il Tottenham in una partita vinta per 2-0.

#### Sheffield United
Resta al West Bromwich Albion fino al mese di febbraio del 2009, quando viene ceduto in prestito per la terza volta. Questa volta passa per tre mesi allo Sheffield United, fino al termine della stagione. Ha segnato il suo unico gol con lo Sheffield nella partita vinta 4-2 contro il Derby County. Raggiunge la finale dei playoff al Wembley Stadium ma viene sconfitto e non ottiene la promozione in massima serie. Dopo la finale torna al West Bromwich Albion, che è arrivato ultimo in Premier League.

#### Swansea City
Nell'estate del 2009 viene acquistato a titolo definitivo dallo Swansea City. Il 17 ottobre segna il suo primo gol, nella partita contro l'Ipswich Town. Tre giorni dopo segna anche alla sua ex squadra, il West Bromwich Albion. Il 30 maggio 2011 battendo il Reading per 4-2 lo Swansea è diventato il primo club gallese a partecipare alla FA Premier League.

### Nazionale
Nel 2005, mentre milita nel Celtic, fa il suo esordio con la nazionale scozzese.
Il 24 marzo 2007 segna il suo unico gol contro la Georgia, in una partita valida per le qualificazioni a Euro 2008 vinta per 2-1.
In totale ha giocato 7 partite, l'ultima nel 2007.

## Palmarès
- Campionato scozzese: 3

Celtic: 2003-2004, 2005-2006, 2006-2007
- Coppa di Scozia: 4

Celtic: 2003-2004, 2004-2005, 2006-2007
Hearts: 2011-2012
- Football League Championship: 1

West Bromwich: 2007-2008